# Carinhall

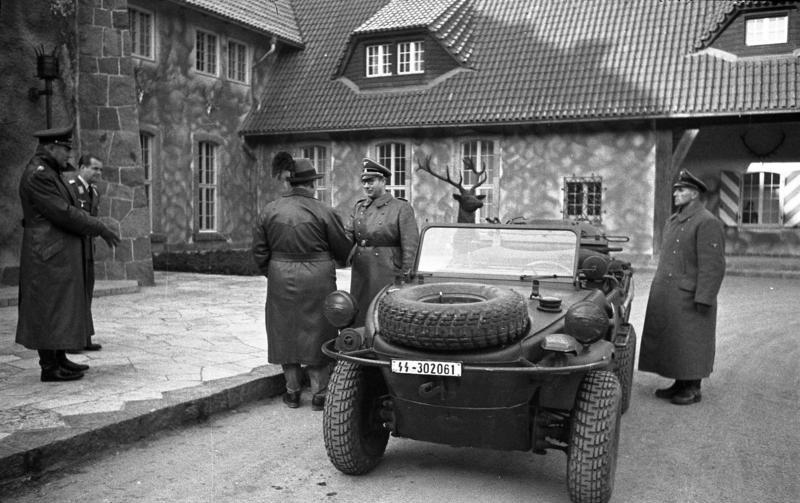
Göring recibe a un oficial de las SS en Carinhall.

Carinhall fue la residencia de campo de Hermann Göring. Se situaba en una amplia finca de caza al noreste de Berlín, en el bosque de Schorfheide, entre los lagos Großdöllner See y Wuckersee, al norte de Brandenburgo.

## Historia

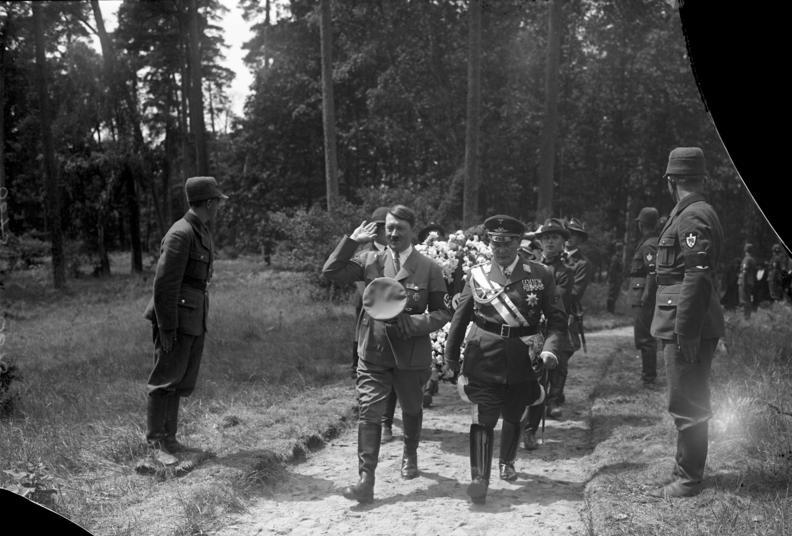
Hitler y Göring, a la cabeza de la procesión del funeral de su esposa Carin, celebrado en Carinhall el 19 de junio de 1934.

Nombrada así en honor a la primera esposa de Hermann Göring, la sueca Carin (1888-1931), el edificio comenzó a construirse en 1933. El arquitecto principal fue Werner March, quien también diseñó el Estadio Olímpico de Berlín. Los restos de Carin se enterraron inicialmente en Suecia, pero se trasladaron a Carinhall en 1934 para colocarlos en un mausoleo.
El 10 de abril de 1935, el lugar acogió el banquete de la boda de Göring con su segunda mujer, Emmy Sonnemann.
Para evitar que la residencia cayese en manos del Ejército Rojo, Göring - una vez evacuados todos los artículos y tesoros artísticos que había expoliado - ordenó a la escuadra de demolición de la Luftwaffe que la destruyera y esta así lo hizo. El 28 de abril de 1945, Carinhall fue volada hasta sus cimientos. Posteriormente, efectivos del Tercer ejército de Patton, hallaron gran parte de las obras de arte robadas por Goring, ocultas en una mina de Altaussee.